# Asediul de la Lille
Asediul de la Lille a avut loc în timpul Războiului Succesiunii Spaniole: a început pe 28 iulie 1708 când trupele imperiale conduse de Prințul Eugen de Savoia au înconjurat orașul Lille și s-a sfârșit pe 28 octombrie din același an, când asediații s-au predat. Drumul spre Paris pentru invazie era acum deschis, dar necesitatea de a consolida cuceririle din Flandra și iarna iminentă, au convins armata imperială și pe aliații săi (Regatul Unit și Provinciile Unite), să amâne operațiunile suplimentare pentru primăvara anului 1709.

## Preludiul
După bătălia de la Oudenaarde drumul spre Franța era liber, iar Prințul Eugen de Savoia la comanda unui efectiv de 75000 de oameni se îndreaptă spre sud cu intenția de a invada Franța. Decizia prințului Eugen de a asedia Lille, nu era împărtășită de colegul și aliatul său Ducele de Marlborough care ar fi preferat să se îndrepte direct spre Paris, în loc să întârzie asediind fortărețele franceze din nord-est. Excesiva durată a asediului a dovedit apoi că Marlborough avea dreptate.

## Asediul
Lille este un oraș mare (cu o populație de 57000 de locuitori) și a fost fortificată recent de Vauban, Lille fiind supranumită regina citadelelor din Europa. Zidurile orașului sunt masive, moderne și într-o stare foarte bună, ceea ce exclude un atac asupra cetății înainte de a lua orașul în sine.
Mareșalul Louis François de Boufflers sosește la timp la Lille pe 28 iulie, cu o armată de 15000 de oameni pentru a apăra orașul. Orașul rezistă până pe 12 august, când Boufflers este nevoit să-l abandoneze și să se refugieze în cetate. La sfârșitul lunii septembrie Boufflers trimite o cerere de ajutor lui Christian Louis de Montmorency, care cu 2000 de soldați, reușește să forțeze liniile anglo-austriece și să ducă asediaților o încărcătură de 40000 de livre de praf de pușcă (afacerea prafului de pușcă)
Ludovic al XIV-lea al Franței le trimite asediaților trupe proaspete de la Paris, care sunt nevoite să se confrunte cu sistemul defensiv construit de Ducele de Marlborough (un cerc dublu în jurul cetății Lille), sistem ce  se bazează pe cele două râuri: Deûle, înconjurat de mlaștini la vest și Marque la est. Bătălia a avut loc la sud de Lille și cele două armate s-au confruntat pe un front vest-est între Wattignies și Fretin cu vedere spre cele două râuri-mlaștini. Bătălia principală are loc pe câmpul Wattignies. Trupele franceze, încearcă să treacă spre vest, dar sunt puse pe fugă pe 22 octombrie: pentru Boufflers nu mai sunt speranțe și este nevoit să capituleze cu cei 8000 de oameni supraviețuiți pe 28 octombrie.

## Consecințe
Marlborough și Prințul Eugen se întorc la Gent unde trupele învinse în bătălia de la Oudenaarde se retrăseseră și îl cuceresc pe 29 decembrie 1708.
Francezii sunt nevoiți să evacueze Flandra și Hainaut. Ludovic al XIV-lea refuză termenii de pace umilitori și încearcă să recucerească Mons anul următor cu noi generali.
Trupele imperiale ale Ducelui de Marlborough și ale Prințului de Savoia făceau dese incursiuni pe teritoriile din jurul Abbeville, impunând impozite locuitorilor zonei. 

## Legături externe
- en Asediul de la Lille 1708 Arhivat în 16 august 2006, la Wayback Machine.